# 이세상 다준다 해도
"이세상 다준다 해도"는 1981년에 개봉한 대한민국의 영화이다.

## 캐스팅
- 김자옥 : 장수미 역
- 유장현
- 이화시
- 김정철